# Rezerwat przyrody Lutynia
Rezerwat przyrody Lutynia – zlikwidowany leśny rezerwat przyrody położony w gminie Miłosław, powiecie wrzesińskim (województwo wielkopolskie). Jego obszar wszedł w skład utworzonego w 2004 roku rezerwatu przyrody Czeszewski Las.
Powierzchnia: 45,58 ha (akt powołujący podawał 43,41 ha).
Został utworzony w 1959 w celu ochrony lasu łęgowego (grąd niski i łęg wiązowo-jesionowy) o cechach naturalnych, zlokalizowanego w widłach Warty i Lutyni. Wiek drzew szacuje się na około 120–170 lat. Teren jest okresowo zalewany przez Lutynię, ale mimo to postępuje proces przesuszania gruntu.
Został zniesiony na mocy rozporządzenia Nr 35/2004 Wojewody Wielkopolskiego z dnia 26 marca 2004 r. (Dz. Urz. Woj. Wlkp Nr 47, poz. 1093).

## Podstawa prawna
- Zarządzenie Ministra Leśnictwa i Przemysłu Drzewnego z dnia 4 maja 1959 r. w sprawie uznania za rezerwat przyrody (M. P. z 1959 r. Nr 51, Poz. 240)
- Obwieszczenie Wojewody Wielkopolskiego z dn. 4.10.2001 r. w sprawie ogłoszenia wykazu rezerwatów przyrody utworzonych do dn. 31.12.1998 r.